# Zoltán Lantos

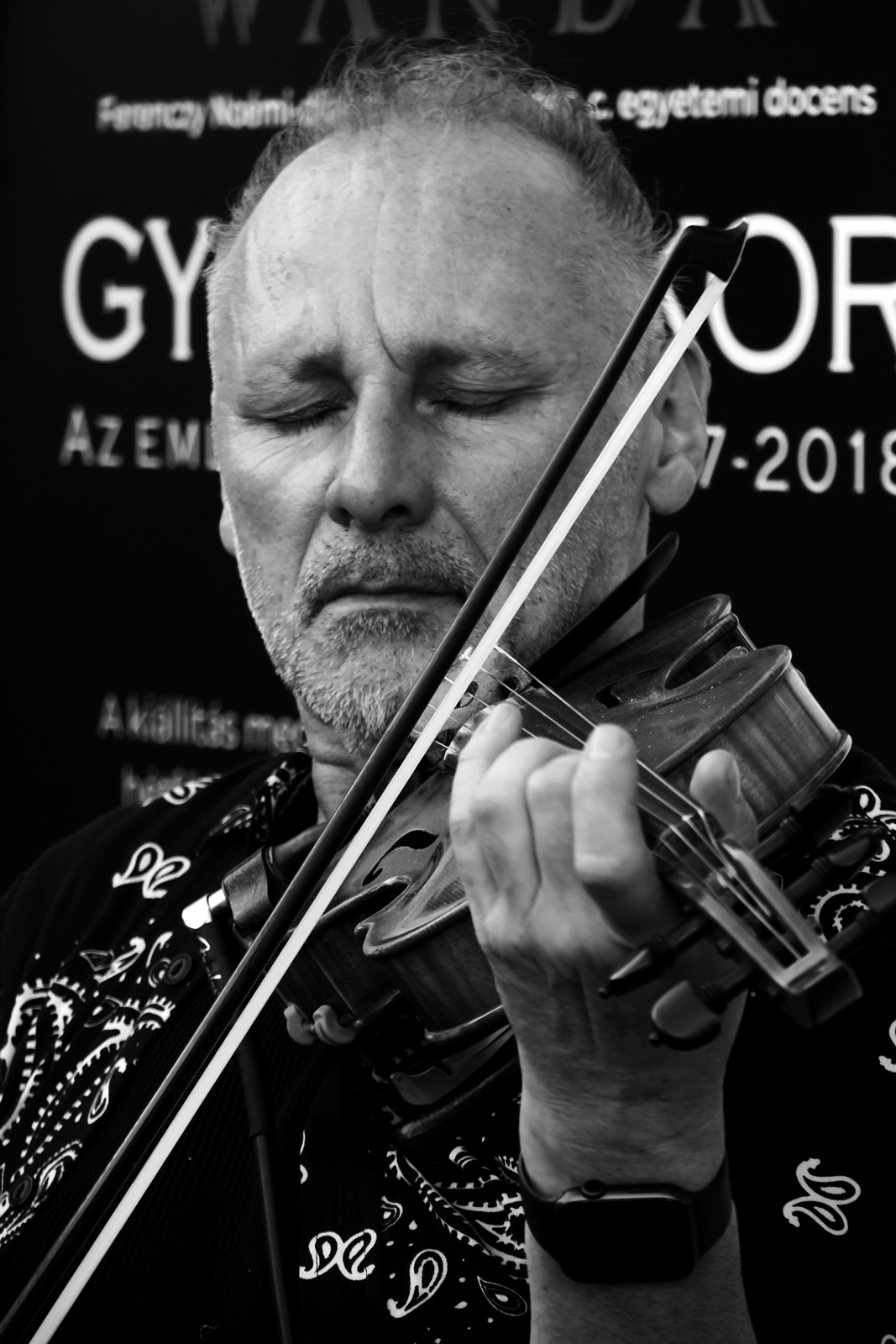
Zoltán Lantos

Zoltán Lantos (* 1962) ist ein ungarischer Jazz-Violinist.
Lantos begann im Alter von sieben Jahren mit dem Violinspiel und studierte am Konservatorium und der Musikakademie Budapest. Von 1985 bis 1994 studierte er klassische indische Musik in Neu-Delhi. Nach seiner Rückkehr nach Budapest ließ er sich eine indische Geige mit sechzehn Resonanzsaiten anfertigen, die er neben der klassischen Geige spielt. Er arbeitet in zahlreichen Jazz- und Weltmusikprojekten, so etwa mit Márta Sebestyén, László Dés, Mihály Dresch, Charlie Mariano, Dhafer Youssef, Dagobert Böhm, Ramesh Shotham, Renaud Garcia-Fons, Markus Stockhausen,  Achim Tang, Patrice Héral, Nicolas Simion und gründete das Mirrorworld-Quartett mit Mihály Dresch, Gábor Juhász und Kornél Horváth. An seinem Projekt Mirrorworld waren außerdem der bulgarische Pianist Anthony Donchev, der schwedische Bassist Lars Danielsson und die vietnamesische Tänzerin Isabelle Lee beteiligt.

## Diskographie
- Pieces, 1996
- Eclipse, 1997
- Mirrorworld, 1998
- Makahia, 2000
- Tiptoe Ceremony, 2002